# Allen Bathurst, VI conte Bathurst
Allen Alexander Bathurst, VI conte Bathurst (19 ottobre 1832 – 1º agosto 1892), è stato un nobile e politico britannico.

## Biografia
Era il figlio di Thomas Seymour Bathurst, terzo figlio di Henry Bathurst, III conte Bathurst, e di sua moglie, Julia Hankey, figlia di John Hankey. Il padre, un veterano della battaglia di Waterloo, morì quando Bathurst aveva un anno. Frequentò l'Eton College e il Trinity College, Cambridge.

## Carriera
Nel 1857 è stato eletto alla Camera dei comuni come uno dei due rappresentanti per Cirencester, un posto che ha mantenuto fino al 1878, quando succedette allo zio alla contea ed è entrato nella Camera dei lord.

## Matrimoni

### Primo Matrimonio
Sposò, il 31 gennaio 1862, Lady Meriel Warren (25 novembre 1839-6 giugno 1872), figlia di George Warren, II barone Tabley. Ebbero quattro figli:
- Lady Georgina Meriel Bathurst (21 luglio 1863-25 aprile 1922), sposò George Buchanan, ebbero una figlia;
- Seymour Bathurst, VII conte Bathurst (21 luglio 1864-21 settembre 1943);
- Lancelot Julian Bathurst (24 gennaio 1868-14 giugno 1928);
- Allen Benjamin Bathurst (25 giugno 1872-8 ottobre 1947), sposò Augusta Spencer-Churchill, ebbero un figlio.

### Secondo Matrimonio
Sposò, il 6 giugno 1874 a Fetcham, Evelyn Hankey (1847-1 marzo 1927), figlia di George Hankey. Ebbero una figlia:
- Lady Evelyn Selina Bathurst (1875-16 aprile 1946), sposò George Lister, ebbero due figli.

## Morte
Morì il 1 agosto 1892.

## Ascendenza
|                                    |             |                     | Genitori                             |  |  | Nonni |  |  | Bisnonni                          |  |  | Trisnonni                        |  |
|                                    |             |                     |                                      |  |  |       |  |  | Henry Bathurst, II conte Bathurst |  |  | Allen Bathurst, I conte Bathurst |  |
|                                    |             |                     |                                      |  |  |       |  |  | Henry Bathurst, II conte Bathurst |  |  | Allen Bathurst, I conte Bathurst |  |
|                                    |             | Catherine Apsley    |                                      |  |  |       |  |  | Henry Bathurst, II conte Bathurst |  |  |                                  |  |
| Henry Bathurst, III conte Bathurst |             |                     |                                      |  |  |       |  |  | Henry Bathurst, II conte Bathurst |  |  |                                  |  |
|                                    |             | Tryphena Scawen     | Thomas Scawen                        |  |  |       |  |  |                                   |  |  |                                  |  |
|                                    |             | Tryphena Scawen     | Thomas Scawen                        |  |  |       |  |  |                                   |  |  |                                  |  |
|                                    |             | Tryphena Scawen     | Tryphena Russell                     |  |  |       |  |  |                                   |  |  |                                  |  |
| Seymour Thomas Bathurst            |             | Tryphena Scawen     |                                      |  |  |       |  |  |                                   |  |  |                                  |  |
|                                    |             | George Lennox       | Charles Lennox, II duca di Richmond  |  |  |       |  |  |                                   |  |  |                                  |  |
|                                    |             | George Lennox       | Charles Lennox, II duca di Richmond  |  |  |       |  |  |                                   |  |  |                                  |  |
|                                    |             | George Lennox       | Sarah Cadogan                        |  |  |       |  |  |                                   |  |  |                                  |  |
| Georgiana Lennox                   |             | George Lennox       |                                      |  |  |       |  |  |                                   |  |  |                                  |  |
|                                    |             | Louisa Kerr         | William Kerr, IV marchese di Lothian |  |  |       |  |  |                                   |  |  |                                  |  |
|                                    |             | Louisa Kerr         | William Kerr, IV marchese di Lothian |  |  |       |  |  |                                   |  |  |                                  |  |
|                                    |             | Louisa Kerr         | Caroline Darcy                       |  |  |       |  |  |                                   |  |  |                                  |  |
| Allen Bathurst, VI conte Bathurst  |             | Louisa Kerr         |                                      |  |  |       |  |  |                                   |  |  |                                  |  |
|                                    | John Hankey | Thomas Hankey       |                                      |  |  |       |  |  |                                   |  |  |                                  |  |
|                                    | John Hankey | Thomas Hankey       |                                      |  |  |       |  |  |                                   |  |  |                                  |  |
|                                    | John Hankey | Sarah Barnard       |                                      |  |  |       |  |  |                                   |  |  |                                  |  |
| John Peter Hankey                  | John Hankey |                     |                                      |  |  |       |  |  |                                   |  |  |                                  |  |
|                                    |             | Elizabeth Thomson   | Andrew Thomson                       |  |  |       |  |  |                                   |  |  |                                  |  |
|                                    |             | Elizabeth Thomson   | Andrew Thomson                       |  |  |       |  |  |                                   |  |  |                                  |  |
|                                    |             | Elizabeth Thomson   | …                                    |  |  |       |  |  |                                   |  |  |                                  |  |
| Julia Hankey                       |             | Elizabeth Thomson   |                                      |  |  |       |  |  |                                   |  |  |                                  |  |
|                                    |             | William Alexander   | William Alexander                    |  |  |       |  |  |                                   |  |  |                                  |  |
|                                    |             | William Alexander   | William Alexander                    |  |  |       |  |  |                                   |  |  |                                  |  |
|                                    |             | William Alexander   | Marianne Louisa de la Croix          |  |  |       |  |  |                                   |  |  |                                  |  |
| Isabella Alexander                 |             | William Alexander   |                                      |  |  |       |  |  |                                   |  |  |                                  |  |
|                                    |             | Christian Aitchison | John Aitchison                       |  |  |       |  |  |                                   |  |  |                                  |  |
|                                    |             | Christian Aitchison | John Aitchison                       |  |  |       |  |  |                                   |  |  |                                  |  |
|                                    |             | Christian Aitchison | …                                    |  |  |       |  |  |                                   |  |  |                                  |  |
|                                    |             | Christian Aitchison |                                      |  |  |       |  |  |                                   |  |  |                                  |  |